# Final da Copa Sul-Americana de 2023
A final da Copa Sul-Americana de 2023 foi a 22.ª final da Copa Sul-Americana, torneio continental organizado anualmente pela Confederação Sul-Americana de Futebol (CONMEBOL). Disputada em 28 de outubro no Estádio Domingo Burgueño, em Maldonado, no Uruguai, foi protagonizada pelo brasileiro Fortaleza, em sua primeira decisão de competição continental, e pela equatoriana LDU Quito, que chegou à finalíssima da copa pela terceira vez, tendo sido campeã na edição de 2009 e vice em 2011. A partida foi apitada pelo árbitro venezuelano Jesús Valenzuela.
O Fortaleza ingressou na fase de grupos da Copa Sul-Americana após ser eliminado das preliminares da Copa Libertadores da América, onde chegou devido ao oitavo lugar no Campeonato Brasileiro de 2022, enquanto a LDU iniciou a competição na primeira fase por ter sido a quarta colocada do Campeonato Equatoriano de 2022. O clube brasileiro caiu no grupo H com o Estudiantes de Mérida, da Venezuela, Palestino, do Chile, e San Lorenzo, da Argentina, e a equatoriana enfrentou, no grupo A, o Botafogo, do Brasil, o Magallanes, do Chile, e o Universidad César Vallejo, do Peru. Ambos passaram para o mata-mata como líderes de seus grupos. Nas fases eliminatórias, o Fortaleza enfrentou o paraguaio Libertad e os brasileiros América Mineiro e Corinthians, enquanto a LDU passou por Ñublense, do Chile, São Paulo, do Brasil, e Defensa y Justicia, da Argentina.
A partida, que seria disputada inicialmente no Estádio Centenario, em Montevidéu, mas foi transferida para o Estádio Domingo Burgueño com o objetivo de evitar número baixo de público, teve o placar aberto pelo Fortaleza aos três minutos do segundo tempo com um gol de Lucero, mas aos onze minutos Alzugaray empatou para a LDU. O jogo se manteve em 1–1 até o fim do tempo regulamentar, permanecendo inalterado na prorrogação. Na disputa por pênaltis a LDU marcou 4–3 e tornou-se a campeã do torneio. Entre os ganhos, obteve uma vaga direta para a Copa Libertadores da América de 2024 e o direito de disputar a Recopa Sul-Americana de 2024.

## Escolha da sede

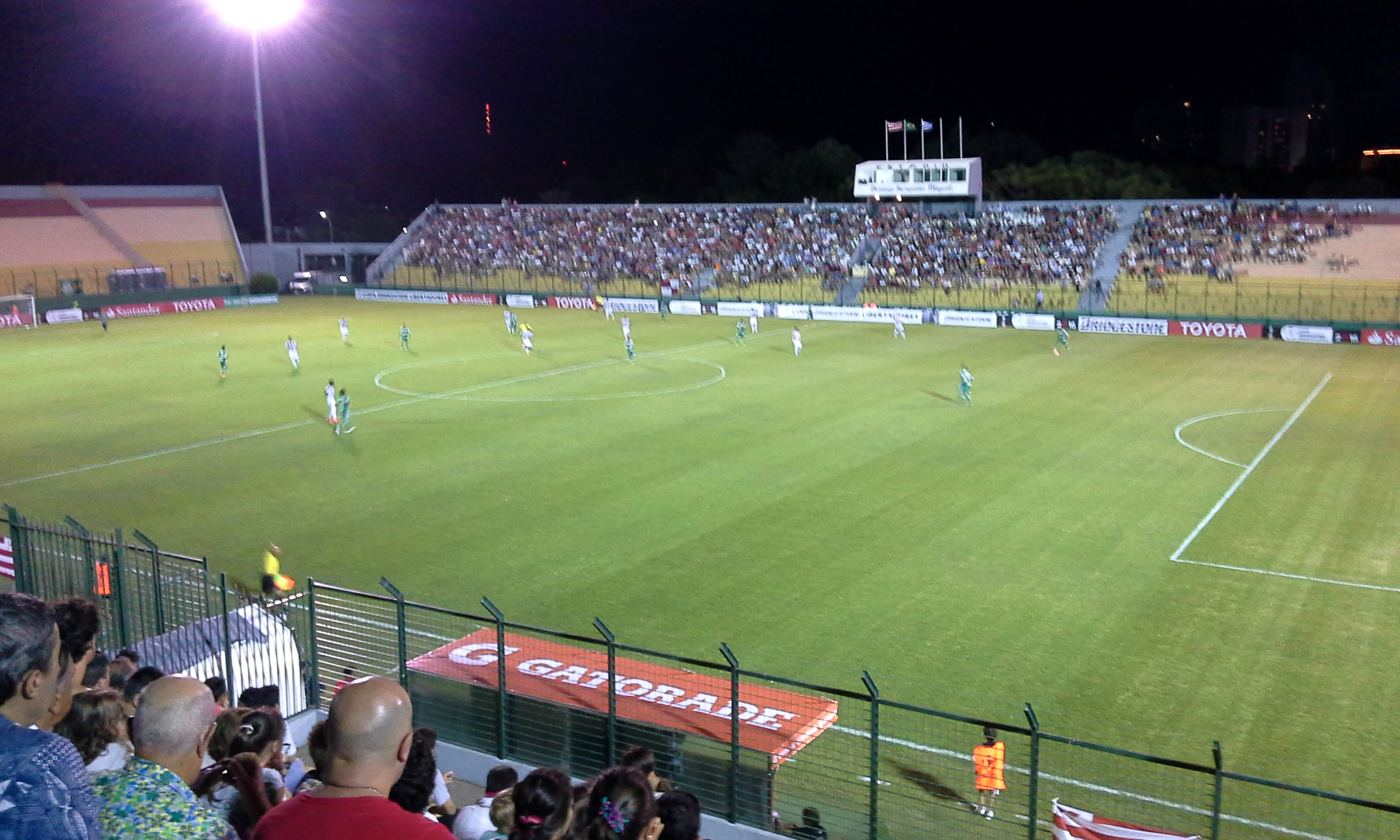
Estádio Domingo Burgueño, em Maldonado, sede do confronto

Escolha inicial de 2022, porém descartado devido às eleições gerais no Brasil, o Estádio Mané Garrincha, em Brasília, era o local mais cotado para sediar a final da Copa Sul-Americana de 2023. No entanto, em março de 2023, a CONMEBOL anunciou que a decisão, marcada para 28 de outubro, seria realizada em Montevidéu, no Uruguai, posteriormente sendo indicado como sede o Estádio Centenario, com capacidade para sessenta mil pessoas. Em setembro a confederação anunciou a modificação da sede, mantida em solo uruguaio mas deslocada para o Estádio Domingo Burgueño, na região de Maldonado/Punta del Este, que comporta 25 mil espectadores. A mudança ocorreu devido aos baixos públicos em finais de edições anteriores. Houve também sugestão do governo uruguaio, que visou o turismo na região, além de ver como boa propaganda a final de um torneio continental no local. Para sediar a final o gramado do estádio passou por restauração.

## Caminhos até à final

### Fortaleza

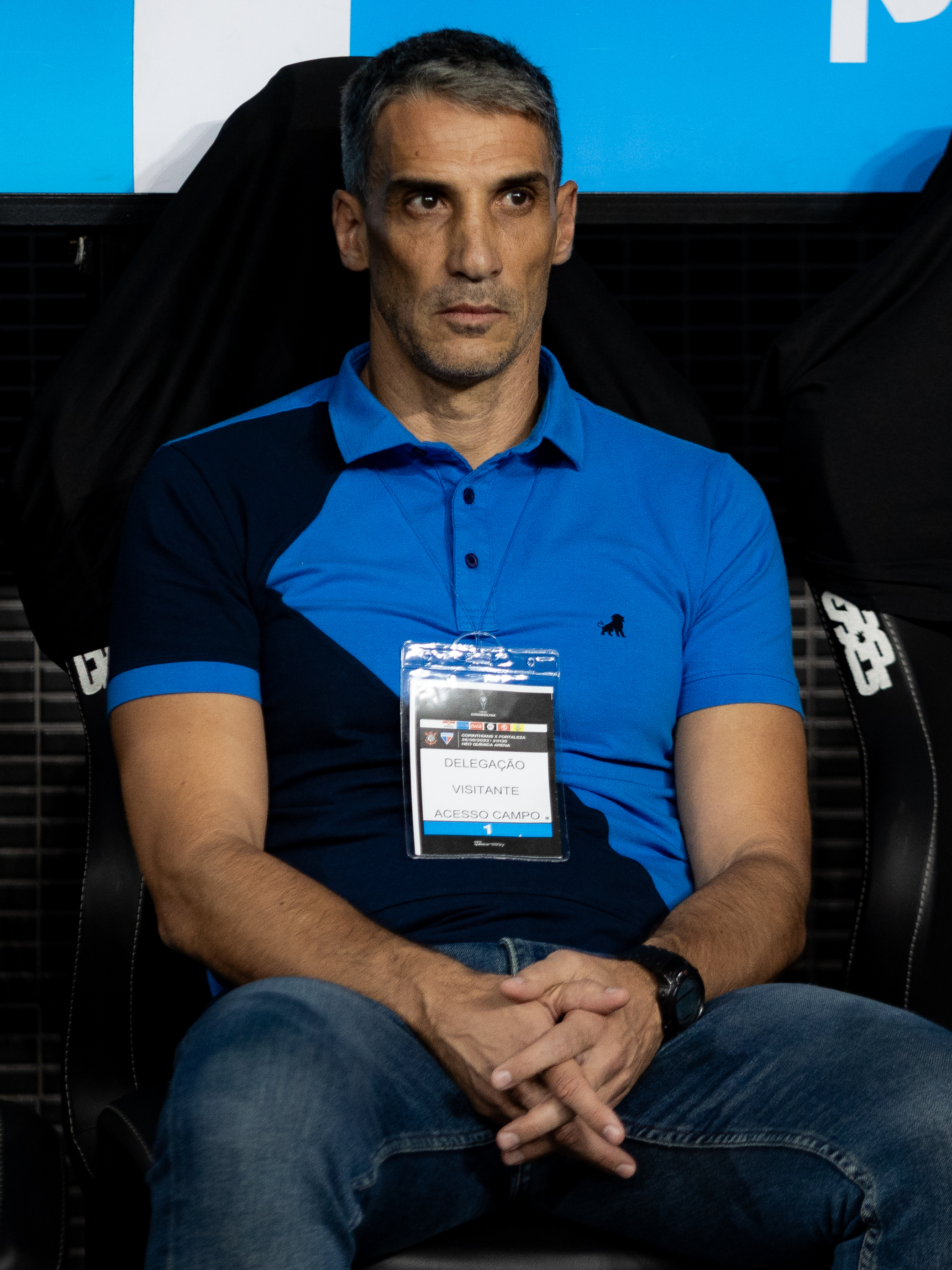
Juan Pablo Vojvoda, treinador do Fortaleza, em 2023

O Fortaleza iniciou sua campanha com a classificação para a segunda fase da Copa Libertadores da América após ficar na oitava colocação no Campeonato Brasileiro de 2022. Disputando contra o Deportivo Maldonado uma vaga para a terceira fase, empatou sem gols no primeiro jogo, no Uruguai, e goleou o adversário no segundo pelo placar de 4–0 em Fortaleza, conseguindo a classificação. Na terceira fase enfrentou o Cerro Porteño, tendo sido derrotado em ambos os jogos, por 1–0 e 2–1, respectivamente. Com as derrotas, foi transferido para a fase de grupos da Copa Sul-Americana. No sorteio desta fase, ocorrido em 27 de março, o Fortaleza foi adicionado ao pote 4 e caiu no grupo H com as equipes do Estudiantes de Mérida, da Venezuela, Palestino, do Chile, e San Lorenzo, da Argentina. Ao fim, se classificou na liderança, com cinco vitórias e uma derrota.
Por finalizar a fase de grupos na primeira colocação, disputou diretamente as oitavas de final enfrentando o Libertad, do Paraguai. Venceu o primeiro jogo por 1–0 em Assunção, enquanto no segundo, em casa, empatou pelo placar de 1–1, se classificando para a próxima fase. Nas quartas de final enfrentou o América Mineiro, ganhando ambos os jogos, por 3–1 e 2–1. Nas semifinais enfrentou o Corinthians em São Paulo, onde abriu o placar mas sofreu o empate, terminando em 1–1. Em Fortaleza, conseguiu vencer pelo placar de 2–0, garantindo a classificação inédita à final.

### LDU

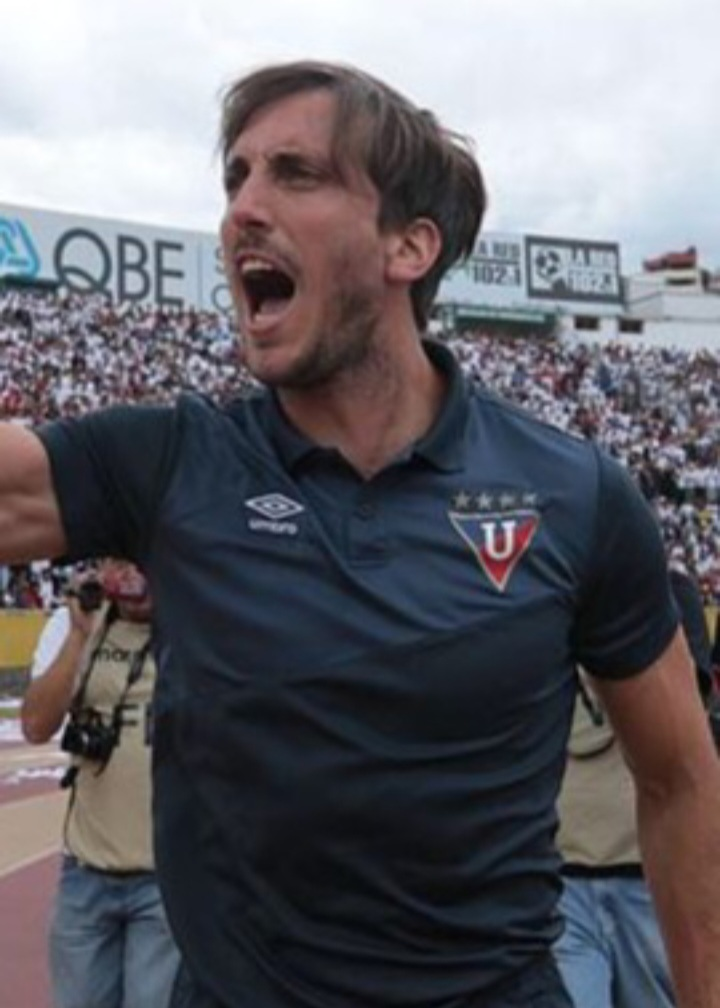
Luis Zubeldía, treinador da LDU, em 2015

A LDU Quito se classificou diretamente para a competição após finalizar o Campeonato Equatoriano de 2022 na quarta colocação, iniciando a primeira fase com uma goleada sobre o Delfín por 4–0 e ficando com uma vaga na fase de grupos. No sorteio, foi adicionada ao pote 1 e caiu no grupo A com as equipes do Botafogo, do Brasil, Magallanes, do Chile, e Universidad César Vallejo, do Peru. Ao fim desta fase classificou-se na liderança, com três vitórias e três empates.
Assim como o Fortaleza, a LDU foi classificada diretamente às oitavas de final, onde enfrentou o Ñublense, do Chile: no primeiro jogo, no Chile, ganhou por 1–0, e no segundo, em casa, perdeu por 3–2. Na disputa por pênaltis venceu por 4–3. Nas quartas de final enfrentou o brasileiro São Paulo, vencendo o primeiro jogo por 2–1, no Equador, perdendo no segundo por 1–0 em São Paulo e passando na disputa por pênaltis pelo placar de 5–4. Nas semifinais enfrentou o Defensa y Justicia, da Argentina. No primeiro jogo goleou por 3–0, passando para a final com um empate por 0–0 no segundo.

### Retrospecto dos times
A final da Copa Sul-Americana de 2023 foi a primeira decisão continental disputada pelo Fortaleza e a segunda com a presença de um clube do Nordeste brasileiro 24 anos após o CSA ter sido vice da Copa CONMEBOL de 1999 perante o Talleres, da Argentina. A LDU chegou à decisão do torneio pela terceira vez depois do título da edição de 2009 sobre o brasileiro Fluminense e o vice em 2011 diante do Universidad de Chile. Naquele momento a equipe brasileira era treinada por Juan Pablo Vojvoda, na função desde maio de 2021, enquanto os equatorianos eram comandados por Luis Zubeldía, anunciado em abril de 2022; ambos os técnicos, argentinos, se enfrentaram na Superliga Argentina de 2018–19, dirigindo respectivamente Talleres e Lanús, e buscavam seu primeiro título continental.

## Pré-jogo

### Arbitragem
A equipe de arbitragem decidida pela CONMEBOL foi anunciada em 23 de outubro, com o venezuelano Jesús Valenzuela como árbitro principal. Valenzuela é árbitro da FIFA, tendo apitado dois jogos da Copa do Mundo de 2022, no Catar. Foi a sua segunda final de Copa Sul-Americana, pois arbitrou a da edição de 2020, vencida pelo Defensa y Justicia. Comandou duas partidas do Fortaleza na fase preliminar da Copa Libertadores de 2023, contra o Deportivo Maldonado e o Cerro Porteño, respectivamente dentro e fora do Brasil, e uma da LDU na fase de grupos da Copa Libertadores de 2016, quando o time equatoriano enfrentou o Grêmio, do Brasil. Valenzuela teve o auxílio de compatriotas: os assistentes Jorge Urrego e Tulio Moreno e o quarto árbitro Angel Arteaga. O VAR foi comandado pelo argentino Jorge Baliño, junto a seus compatriotas Hector Paletta, Ezequiel Brailovsky e Silvio Trucco. O assessor de arbitragem foi o colombiano José Hernando Buitrago, e o quality manager, o peruano Víctor Carrillo.

### Transmissão
Conforme anunciado pela CONMEBOL em maio de 2022, os direitos de transmissão da Copa Sul-Americana de 2023 foram vendidos numa divisão para os territórios A e B, correspondentes respectivamente ao Brasil e aos países de fala espanhola membros da confederação. No Brasil a final da competição foi transmitida em sinal aberto pelo SBT, com narração de Cleber Machado e comentários de Mauro Beting e Nadine Basttos, e na TV por assinatura pela ESPN com a plataforma de streaming Star+, onde foi narrada por Rogério Vaughan e comentada por Zé Elias e Mário Marra. A Paramount+ também adquiriu os direitos para o streaming, mas não pôde cobrir a decisão devido à exclusividade do Star+. Nos países da América Latina, a exibição foi divida entre a ESPN com o Star+ e a DirecTV com o DGO no streaming. A final também esteve na BeIN Sports e na Fanatiz, dos Estados Unidos, e no Laliga+, da Espanha.

### Público
A CONMEBOL iniciou a venda de ingressos para a partida em 13 de outubro. O estádio foi dividido em três setores: a categoria 1, com bilhetes a setenta dólares americanos, a categoria 2, para os públicos geral e local, que tiveram seus respectivos ingressos a quarenta e dez dólares, e a categoria 3, exclusiva para o Fortaleza e a LDU, que, adotando suas políticas de venda, comercializaram entradas para 3 500 pessoas cada. Os times tiveram ainda o direito de vender ingressos para quinhentos torcedores cada na tribuna destinada ao público geral na categoria 2. Pouco depois a CONMEBOL liberou uma nova carga de ingressos para ambas as torcidas.
Nas categorias destinadas aos clubes, 6 202 torcedores do Fortaleza e 3 965 da LDU acompanharam o jogo, enquanto 7 253 pessoas estavam nos setores gerais, totalizando 17 420 presentes no estádio.

## Partida

### Resumo
O primeiro tempo da partida começou com o Fortaleza dominando a porcentagem da posse de bola, enquanto a LDU, quando deixou de estar acuada, não conseguiu sair para o ataque perante aos desarmes do time brasileiro no meio-campo. O tricolor cearense chegou primeiro aos oito minutos, numa cobrança de falta em que a bola rebateu no zagueiro Titi e passou perto do gol. Aos dezessete minutos Marinho realizou uma jogada individual pelo lado direito do ataque, segurando a bola até ser desarmado pela defesa da LDU. Quatro minutos depois a equipe equatoriana teve sua primeira chegada com a bola passando por cima do gol adversário após um cabeceio do lateral-direito José Quintero. Depois de uma queda no ritmo do jogo, com as equipes alternando a posse de bola, o Fortaleza deixou seu espaço livre para a LDU devido a erros de passe. Ao fim da primeira etapa, apesar de voltar a ter mais posse de bola, os brasileiros não conseguiram furar o bloqueio adversário, e o jogo começou a ser interrompido por faltas feitas pelos jogadores.
No segundo tempo Fortaleza e LDU retornaram partindo com mais intensidade para as defesas adversárias. No primeiro minuto os atletas do time brasileiro reclamaram de um possível pênalti sobre Marinho, mas o juiz Valenzuela mandou o jogo seguir. No minuto seguinte o goleiro João Ricardo defendeu uma bola do atacante albo Jhojan Julio. O primeiro gol do Fortaleza foi marcado aos três minutos, quando Tomás Pochettino chegou pelo lado direito do ataque e cruzou a bola na área, sobrando para Lucero chutar. Aos onze minutos a LDU empatou numa jogada individual pelo lado direito de Alzugaray, que fintou Bruno Pacheco e acertou a bola na rede dos brasileiros. Após os gols as duas equipes não tiveram chances claras de ampliar o placar. Aos 22 minutos o Fortaleza quase marcou o segundo gol em chute de Bruno Pacheco, que parou na defesa da LDU. A metade final da segunda etapa teve mais chegadas de ambos os times, mas o placar de 1–1 permaneceu inalterado até os noventa minutos do tempo regulamentar, passando pela prorrogação com alternância da posse de bola entre Fortaleza e LDU.
A disputa por pênaltis começou com a bola de Paolo Guerrero, da LDU, parando na defesa de João Ricardo, e Thiago Galhardo marcou para o Fortaleza. Na sequência, Alzugaray empatou e Yago Pikachu ampliou; Mauricio Martínez marcou para os albos e Silvio Romero perdeu para os tricolores; Jhojan Julio e Tinga fizeram; a bola de Alvarado parou em João Ricardo, e a de Pedro Augusto, com a chance de dar o título ao Fortaleza, foi defendida por Alexander Domínguez. Nas cobranças alternadas, Piovi marcou e Emanuel Brítez desperdiçou. O placar de 4–3 para a LDU resultou no seu segundo título da Copa Sul-Americana.

### Detalhes
| 28 de outubro | Fortaleza  | 1–1 (pro) | LDU Quito     | Estádio Domingo Burgueño, Maldonado  |
| 17:00 (UTC−3) | Lucero 48' | Relatório | Alzugaray 56' | Árbitro: VEN Jesús Valenzuela (FIFA) |

|                                                   |     | Penalidades                                      |  |
| Galhardo Yago Pikachu Romero Tinga Augusto Brítez | 3–4 | Guerrero Alzugaray Martínez Julio Alvarado Piovi |  |

| Fortaleza | LDU Quito |

| G                  | 1  | João Ricardo       |     |      |
| LD                 | 2  | Tinga              |     |      |
| Z                  | 4  | Titi               |     |      |
| Z                  | 19 | Emanuel Brítez     | 19' |      |
| LE                 | 6  | Bruno Pacheco      |     |      |
| V                  | 17 | Zé Welison         |     | 84'  |
| V                  | 8  | Caio Alexandre     | 18' | 105' |
| PD                 | 12 | Marinho            | 52' | 74'  |
| M                  | 7  | Tomás Pochettino   |     | 83'  |
| PE                 | 29 | Guilherme          | 41' | 65'  |
| A                  | 9  | Juan Martín Lucero |     | 100' |
| Suplentes:         |    |                    |     |      |
| G                  | 16 | Fernando Miguel    |     |      |
| Z                  | 5  | Benevenuto         |     |      |
| Z                  | 3  | Tobias Figueiredo  |     |      |
| LE                 | 45 | Gonzalo Escobar    |     |      |
| V                  | 21 | Pedro Augusto      |     | 84'  |
| V                  | 88 | Lucas Sasha        |     | 105' |
| PD                 | 22 | Yago Pikachu       |     | 65'  |
| M                  | 10 | Lucas Crispim      |     |      |
| PE                 | 39 | Imanol Machuca     |     | 74'  |
| A                  | 18 | Silvio Romero      |     | 100' |
| A                  | 32 | Pedro Rocha        |     |      |
| A                  | 91 | Thiago Galhardo    |     | 83'  |
| Treinador:         |    |                    |     |      |
| Juan Pablo Vojvoda |    |                    |     |      |

| G             | 22 | Alexander Domínguez |     |     |
| LD            | 14 | José Quintero       |     |     |
| Z             | 4  | Ricardo Adé         |     |     |
| Z             | 6  | Facundo Rodríguez   |     |     |
| LE            | 33 | Leonel Quiñónez     |     | 97' |
| V             | 16 | Mauricio Martínez   |     |     |
| V             | 18 | Lucas Piovi         | 99' |     |
| PD            | 32 | Renato Ibarra       |     | 40' |
| M             | 21 | Sebastián González  |     | 64' |
| PE            | 26 | Jhojan Julio        |     |     |
| A             | 24 | Paolo Guerrero      | 36' |     |
| Suplentes:    |    |                     |     |     |
| G             | 23 | Adrián Gabbarini    |     |     |
| Z             | 3  | Richard Mina        |     |     |
| Z             | 13 | Daykol Romero       |     |     |
| Z             | 29 | Bryan Ramírez       |     | 97' |
| M             | 5  | Óscar Zambrano      |     |     |
| M             | 9  | Lisandro Alzugaray  |     | 40' |
| M             | 25 | Jefferson Valverde  |     |     |
| M             | 30 | Danny Luna          |     |     |
| PE            | 10 | Alexander Alvarado  |     | 64' |
| A             | 11 | Walter Chalá        |     |     |
| A             | 19 | José Angulo         |     |     |
| A             | 27 | Jan Hurtado         |     |     |
| Treinador:    |    |                     |     |     |
| Luis Zubeldía |    |                     |     |     |

| Árbitros assistentes VEN Jorge Urrego VEN Tulio Moreno Quarto Árbitro VEN Angel Arteaga Quinto árbitro VEN Carlos Lopez | VAR ARG Jorge Baliño Assistentes do VAR ARG Hector Paletta ARG Ezequiel Brailovsky ARG Silvio Trucco Homem do jogo: Alexander Domínguez | Regras da partida - 90 minutos; - 30 minutos de prorrogação caso haja empate no tempo normal; - Persistindo o empate, o vencedor será decidido nas disputa por pênaltis; - Máximo de cinco substituições, com uma sexta sendo permitida em caso de prorrogação. |

## Pós-jogo
A LDU venceu sua segunda Copa Sul-Americana novamente em cima de uma equipe brasileira quatorze anos após a conquista sobre o Fluminense. Este foi o segundo título seguido para o Equador, que teve o Independiente del Valle campeão em 2022, também derrotando um brasileiro, o São Paulo, e viu a terceira taça da competição em cinco edições consecutivas. Os albos também entraram na lista de maiores campeões da copa, igualando-se ao Independiente del Valle, aos argentinos Boca Juniors e Independiente e ao brasileiro Athletico Paranaense.
Entre os ganhos, a LDU recebeu uma premiação de cinco milhões de dólares (equivalentes a 25 milhões de reais), mais 600 pontos no ranking de clubes da CONMEBOL e uma vaga como cabeça de chave na fase de grupos da Copa Libertadores de 2024, além de disputar a Recopa Sul-Americana de 2024 contra o Fluminense, campeão da Copa Libertadores de 2023, que terminou com o título da equipe brasileira, e o Desafio de Clubes de 2024, enfrentando o campeão da Liga Europa da UEFA de 2023–24. O torneio foi conquistado pela italiana Atalanta, porém o confronto não chegou a ocorrer. O vice-campeão Fortaleza recebeu dois milhões de dólares (dez milhões de reais) e mais 300 pontos no ranking da CONMEBOL.

### Audiência
A final da Copa Sul-Americana de 2023 foi a primeira transmitida no Brasil pela televisão aberta desde a da edição de 2018, quando o título do Athletico Paranaense foi exibido pela TV Globo para o estado do Paraná. Depois disto as decisões estiveram apenas em canais de sinal fechado e streaming. A audiência nacional do SBT cresceu durante a partida segundo dados da Kantar IBOPE Media, sendo que na Região Metropolitana de Fortaleza, onde é sediado o vice-campeão, liderou de forma isolada com 38,1 pontos de média, 46 de pico e 65% de share (porcentagem de televisores ligados), tendo sido sintonizado por 478 mil domicílios e 1,38 milhão de indivíduos e deixado a Globo na vice-liderança com 8,1. Na Grande São Paulo, principal praça do mercado de audiência brasileiro, o jogo obteve média de 8,5 pontos, pico de 12,5 e share de 17%, não chegando a liderar sobre a Globo, com 15,4.